# Irma Wyman
Pour les articles homonymes, voir Wyman.
Irma M. Wyman, née le 31 janvier 1928 et morte le 17 novembre 2015, est l'une des premières ingénieures en informatique et la première femme à devenir vice-présidente de Honeywell, Inc. Elle est une enseignante de la théorie générale des systèmes et la première femme CIO de Honeywell.

## Carrière académique
En 1945, Irma Wyman reçoit une bourse d'études Regents et est acceptée au College of Engineering de l'Université du Michigan dont elle est l'une des sept étudiantes. Pour compléter sa bourse, elle travaille comme standardiste et serveuse.
Les femmes des programmes d'ingénierie reçoivent peu d'encouragements et de soutien. Alors que ses notes la qualifient pour devenir membre de Tau Beta Pi, la société d'honneur de l'ingénierie, elle ne reçoit qu'un «Badge des femmes», car la société n'admet pas de femmes à l'époque. Irma Wyman obtient un baccalauréat ès sciences / EM en 1949.

## Carrière

### Calculer le futur
Alors qu'elle est encore juniore à l'université, Irma Wyman travaille sur un projet de guidage de missiles au Willow Run Research Center. Pour calculer la trajectoire, des calculatrices mécaniques sont utilisées. Elle visite le US Naval Proving Ground, où Grace Hopper travaille sur des problèmes similaires et découvre qu'un prototype d'ordinateur Mark II programmable développé à l'Université Harvard est utilisé. Elle s'intéresse aux ordinateurs et rappelle plus tard que «je suis devenue une pionnière enthousiaste de cette nouvelle technologie et cela a conduit à la carrière de ma vie».
Après avoir obtenu son diplôme, elle rejoint une start-up qui est finalement rachetée par Honeywell Information Systems. Elle déménage à Minneapolis et commence une longue carrière de management chez Honeywell, où elle occupe le poste de cheffe de l'information. Elle devient vice-présidente de Honeywell Corporate Information Management (CIM) avant de prendre sa retraite en 1990.
Irma Wyman entame ensuite une deuxième carrière en tant qu'archidiacre dans le diocèse du Minnesota de l'Église épiscopale, où elle dirige le Servant leadership, durant dix ans avant de prendre une nouvelle fois sa retraite.
Irma Wyman a soutenu la recherche et la planification en tant que leader d'opinion en futurologie. En parallèle, elle soutient durant une interview en 1979, qu'« il est tout aussi important de savoir quand ignorer la planification minutieuse et saisir une opportunité ».
Irma crée la bourse Irma M. Wyman du Centre pour l'éducation des femmes de l'Université du Michigan pour soutenir les femmes dans l'ingénierie, l'informatique et les domaines connexes. Le plaidoyer tenace de Wyman en faveur des femmes en informatique reflète les propos de sa mentor Grace Hopper en début de carrière :

« The most important thing I've accomplished ... is training young people. They come to me, you know, and say, 'Do you think we can do this?' I say, "Try it." And I back 'em up. They need that. I keep track of them as they get older and I stir 'em up at intervals so they don't forget to take chances. »

« La chose la plus importante que j'ai fait... c'est d'éduquer et entraîner des jeunes. Elles viennent à moi en disant "Est-ce que tu penses que je peux faire cela? Je dis "Essaie." Et je les soutiens. Elles ont besoin de cela. Je garde contact avec elles quand elles vieillissent et je les secoue à intervalles pour qu'elles n'oublient pas de saisir leurs chances. »

### Récompenses et honneurs
- Médaille de la Michigan Engineering Alumni Society - 2001.
- Doctorat honorifique en génie, Université du Michigan - 2007.

## Citation
Nous n'avons jamais une seconde chance de faire une première impression. (1983-1987)
Lors du parrainage du programme innovant de sensibilisation à la sécurité de l'information (ISAP) de Honeywell sur la gestion des informations d'entreprise.

## Voir également
- Harvard Mark II
- Femmes dans l'informatique
- Place des femmes en ingénierie[4]